# Am Höfchen
Am Höfchen ist eine Hofschaft im Wuppertaler Stadtbezirk Vohwinkel, Wohnquartier Schöller-Dornap.

## Lage und Beschreibung
Am Höfchen liegt im Norden Vohwinkels an der Düssel an der gleichnamigen Straße Am Höfchen bei Hahnenfurth, mit dem es zu einem geschlossenen Siedlungsbereich zusammengewachsen ist. Weitere benachbarte Orte sind Niederfurth, Gerhardtsfurth, Heresbach, Heistersfeld und Schöller.

## Geschichte
Im 19. Jahrhundert war Am Höfchen ein Wohnplatz in der Landgemeinde Schöller der Bürgermeisterei Haan (ab 1894 Bürgermeisterei Gruiten) die aus der bergischen Herrschaft Schöller hervorging. Auf der Topographischen Aufnahme der Rheinlande von 1824 und auf der Preußischen Uraufnahme von 1843 ist der Ort unbeschriftet eingezeichnet.
1888 besaß der Ort laut dem Gemeindelexikon für die Provinz Rheinland drei Wohnhäuser mit 70 Einwohnern. Der Ort wird zu dieser Zeit Höffschen genannt. Sieben Fachwerk-Wohnhäuser aus dem 18. und 19. Jahrhundert sind eingetragene Baudenkmäler der Stadt Wuppertal. Das älteste – Haus 11 – wurde laut der angebrachten Infotafel vor 1750 errichtet und war etwa ab 1800 Sitz des Amtsgerichtes. Hinter dem Gitter links neben dem steinernen Eingangsportal befand sich eine Gefängniszelle.
Mit der Gebietsreform von 1975 wurde der Gemeinde Schöller von dem Amt Gruiten im Kreis Düsseldorf-Mettmann abgespaltet und als Wohnquartier Schöller-Dornap nach Wuppertal eingemeindet.

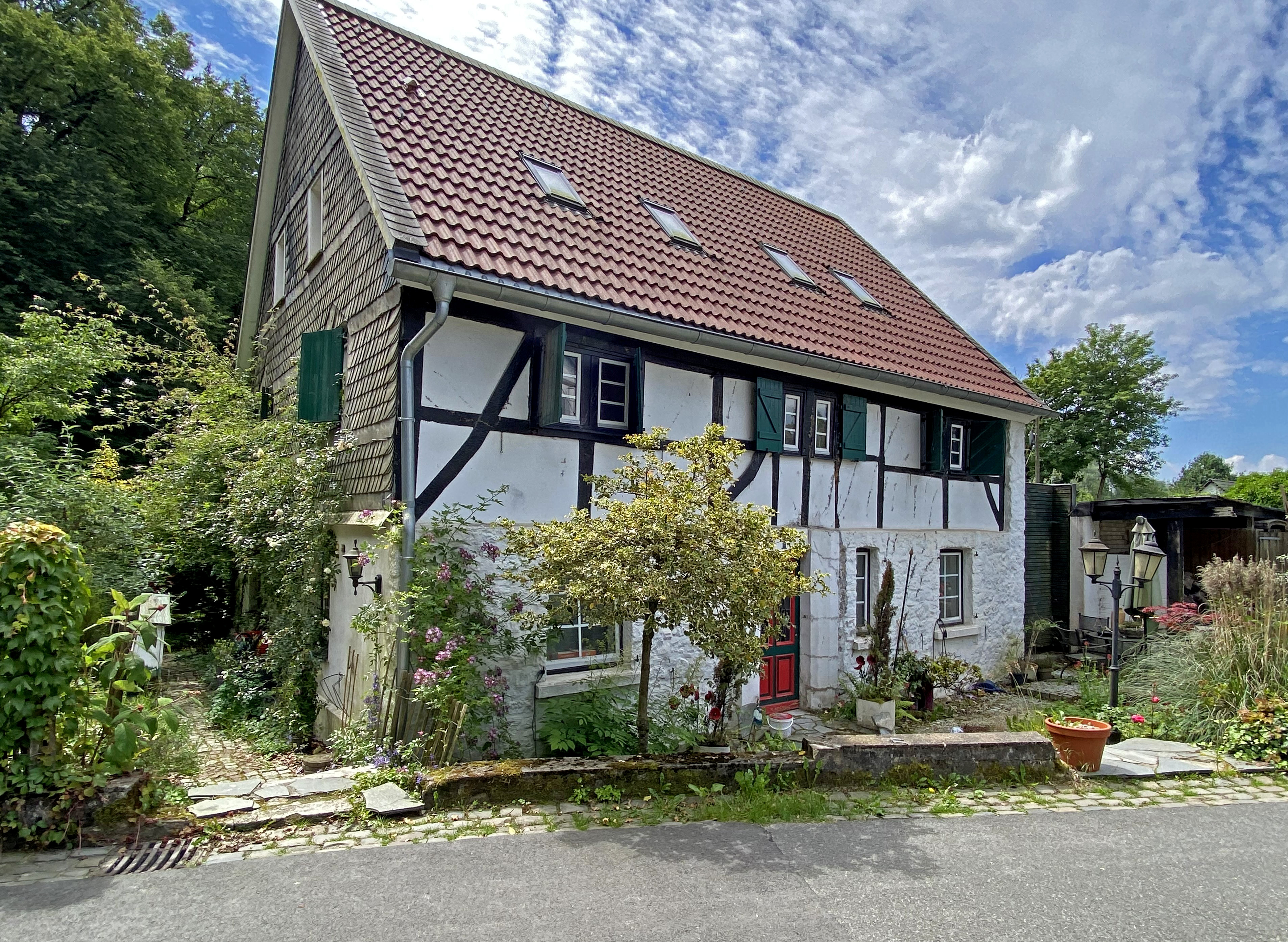
Baudenkmal Am Höfchen 1
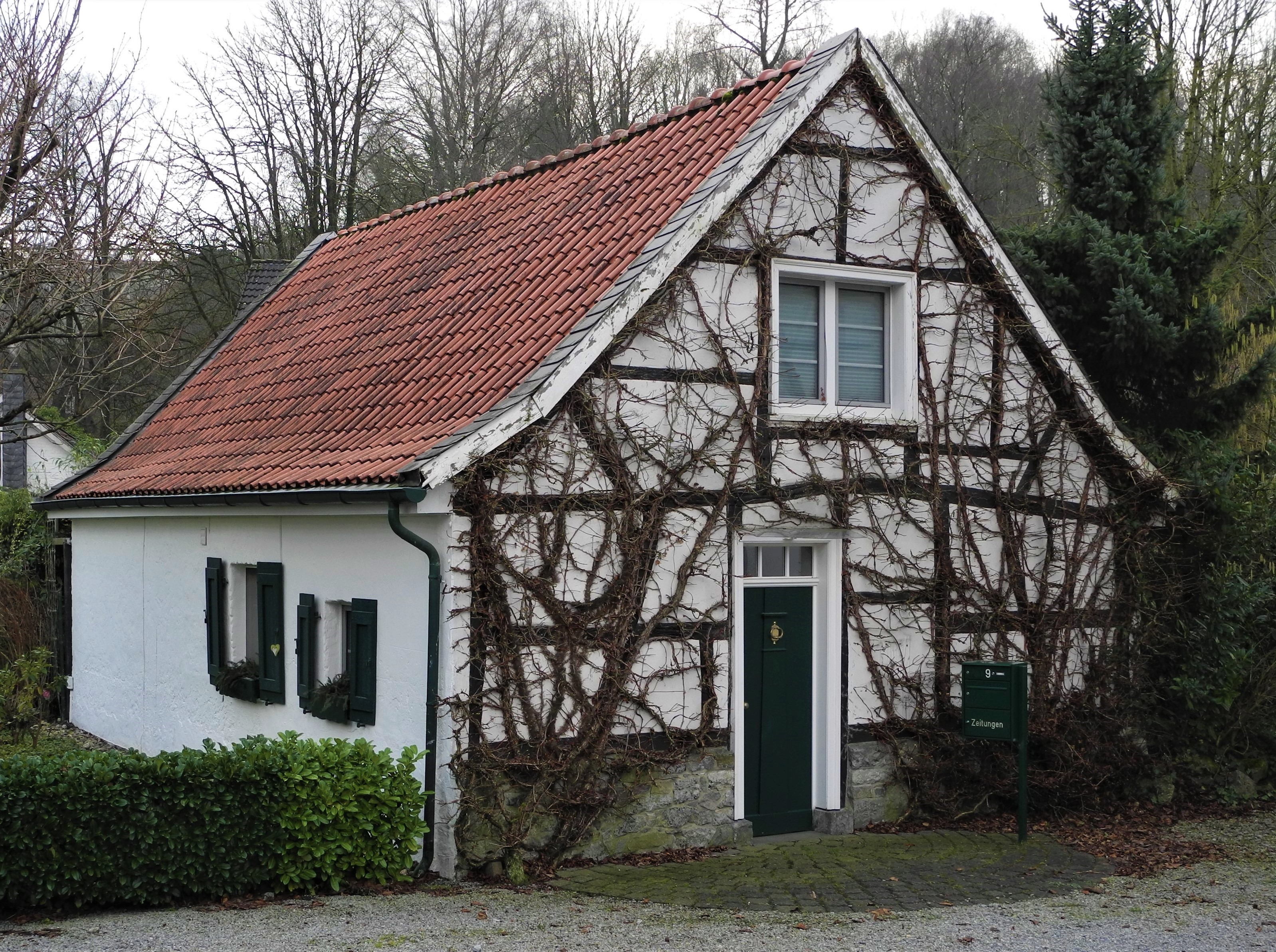
Baudenkmal Am Höfchen 9
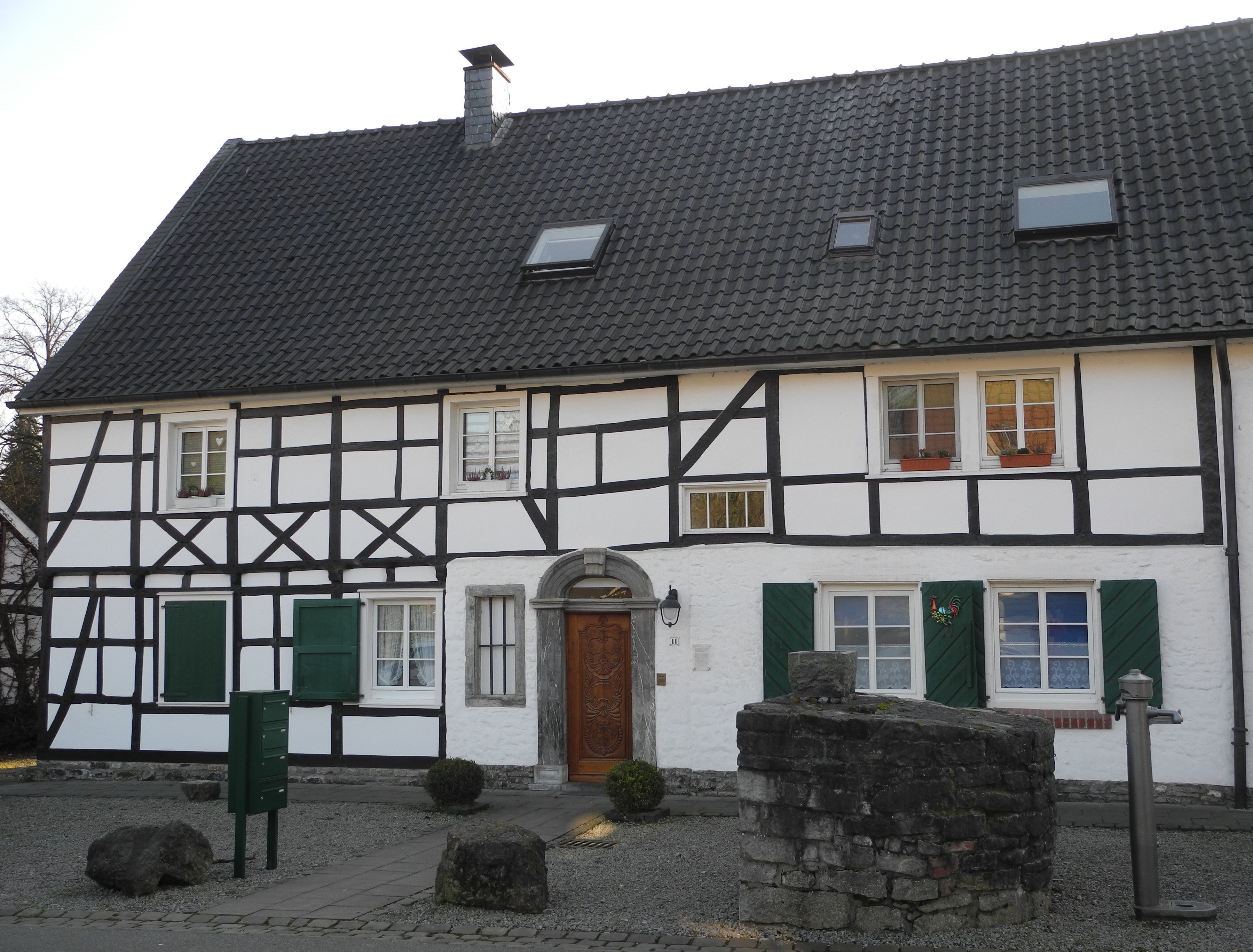
Am Höfchen 11 – ehem. Amtsgericht
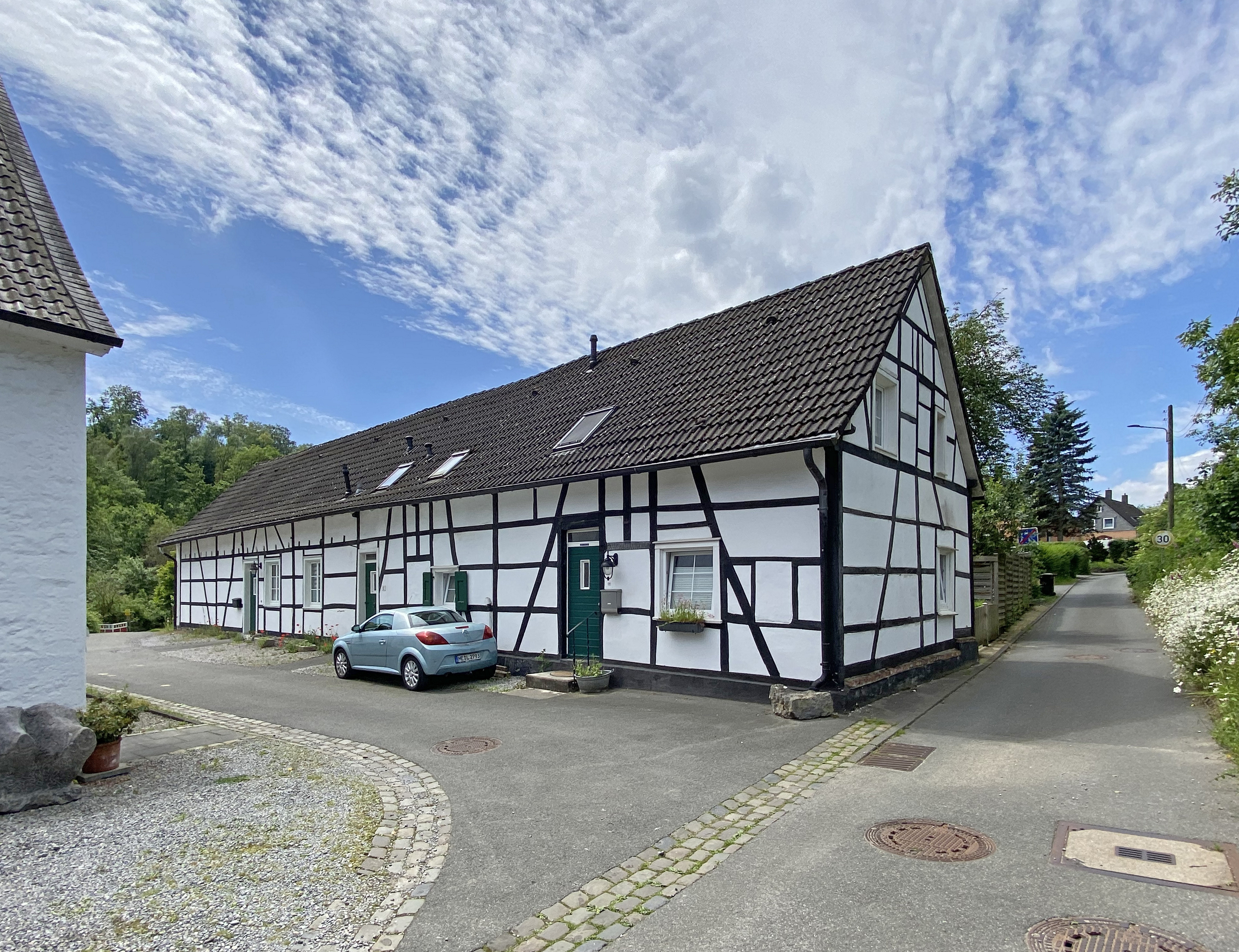
Baudenkmal Am Höfchen 15/17/19
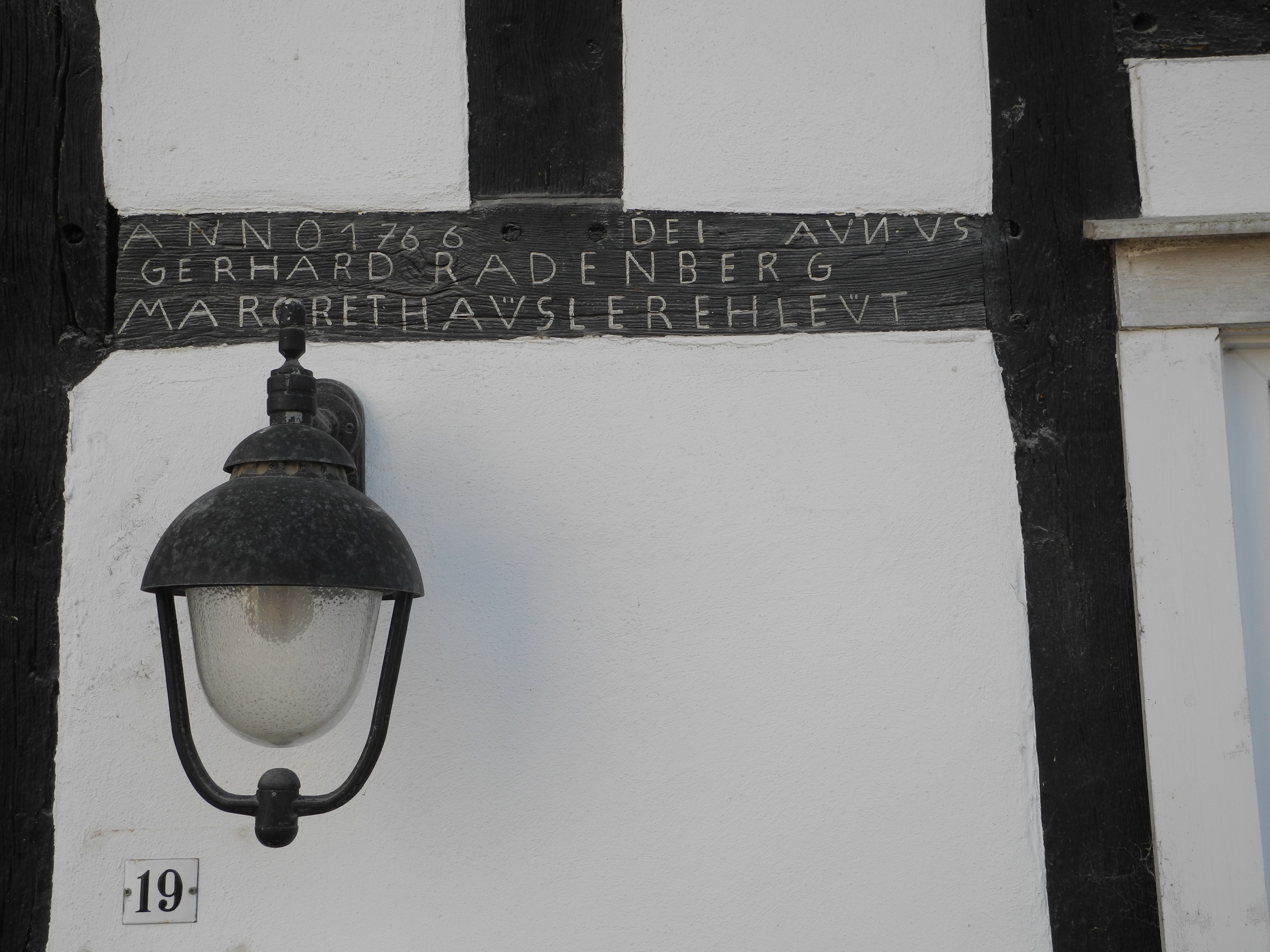
Inschrift (1766) am Haus Höfchen 19